# Abschnittsbefestigung Oberholsbach

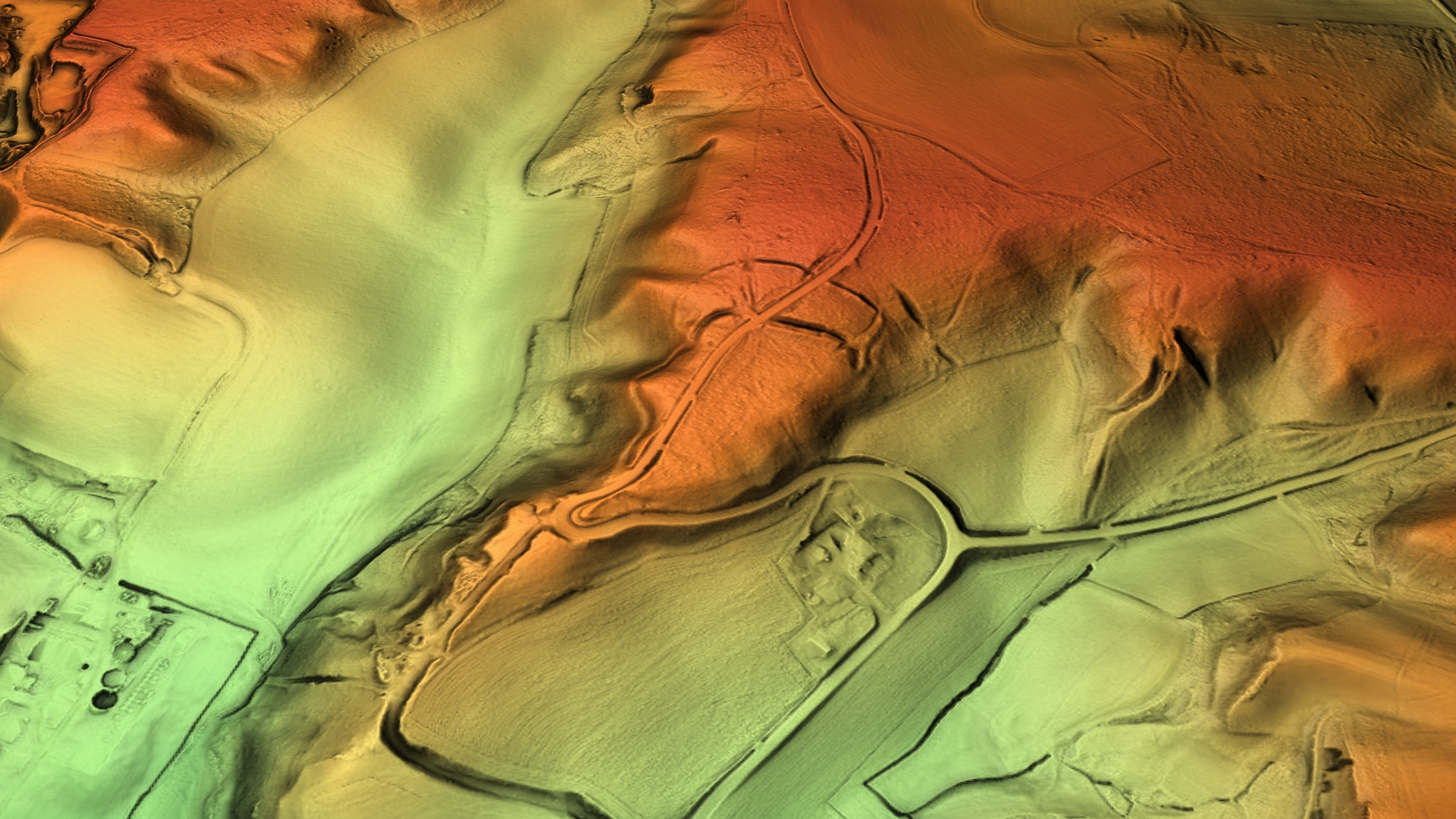
3D-Ansicht des digitalen Geländemodells

Die Abschnittsbefestigung Oberholsbach befindet sich ostnordöstlich des Hofes Oberholsbach, eines Gemeindeteils der niederbayerischen Gemeinde Moosthenning im Landkreis Dingolfing-Landau. Die Abschnittsbefestigung beginnt ca. 300 m östlich des Hofes Oberholsbach; sie liegt auch 2,6 km nordwestlich von der Pfarrkirche St. Johannes von Nepomuk  in Moosthenning. Sie wird als Bodendenkmal unter der Aktennummer D-2-7340-0076 im Bayernatlas als „frühmittelalterliche Abschnittsbefestigung mit zwei Wällen“ geführt.

## Beschreibung
Die Anlage liegt auf einem bewaldeten Sporn, über den die neu erbaute Kreisstraße DGF 13 führt. Ein äußeres Befestigungselement mit einer Erstreckung von 130 m riegelt mit einem leicht gebogenen Wall und einem davorliegenden Graben den Bergsporn ab. Die innere Wallhöhe beträgt 0,6 m, die Erstreckung von Wallkrone bis zur Grabensohle macht zwischen 0,9 und 1,2 m aus. 10 m nördlich der Straßenmitte lässt ein Einschnitt durch Wall und Graben die ältere Wegführung erkennen. In gleicher Weise sind drei weitere Lücken im Wall zu deuten. Durch die mittlere Lücke führt ein Waldweg. Von dieser Stelle biegt eine äußere Abriegelung in Form eines schwach ausgeprägten Walles bogenförmig nach Süden ab und geht am geschwungenen Westhang in eine künstliche Abböschung über, welche die ganze Westseite entlang der Höhenlinie von 450 m begleitet. Ein Innenriegel ist von dem äußeren Wall und 40 bis 50 m zurückverlegt. Er besteht aus einem fast geradlinigen bis zu 2 m hohen Wall mit breiter Krone. Dieser läuft beidseitig an der Hangkante aus und zieht dabei nach innen ein. Der vorgelagerte Graben besitzt von der Sohle bis zur Wallkrone eine Tiefe von 2 m und an den Enden von 1,5 m und biegt ebenso nach Süden um. Durch den neuen Straßenbau ist eine etwa 20 m breite Lücke in den Innenriegel gebrochen worden.